# Geastrum triplex
Geastrum triplex là một loài nấm thuộc chi Geastrum. Đây là loài lớn nhất chi, với mẫu lớn nhất trưởng thành có kích thước mũi đến mũi dài 12 cm. Loài này phân bố khắp nơi ở châu Á, Á-Úc, châu Âu, châu Mỹ. Loài này đã được sử dụng làm thuốc ở Bắc Mỹ và Trung Hoa.